# تشرخوو
تشرخوو (به لاتین: Čerchov) یک کوه در جمهوری چک است که در تشسکا کوبیتسه واقع شده‌است.